# New Richmond (Ohio)
New Richmond es una villa ubicada en el condado de Clermont en el estado estadounidense de Ohio. En el Censo de 2010 tenía una población de 2582 habitantes y una densidad poblacional de 267,84 personas por km².

## Geografía
New Richmond se encuentra ubicada en las coordenadas 38°58′25″N 84°16′54″O / 38.97361, -84.28167. Según la Oficina del Censo de los Estados Unidos, New Richmond tiene una superficie total de 9.64 km², de la cual 8.84 km² corresponden a tierra firme y (8.3%) 0.8 km² es agua.

## Demografía
Según el censo de 2010, había 2582 personas residiendo en New Richmond. La densidad de población era de 267,84 hab./km². De los 2582 habitantes, New Richmond estaba compuesto por el 95.58% blancos, el 1.63% eran afroamericanos, el 0.19% eran amerindios, el 0.31% eran asiáticos, el 0.15% eran isleños del Pacífico, el 0.58% eran de otras razas y el 1.55% pertenecían a dos o más razas. Del total de la población el 1.47% eran hispanos o latinos de cualquier raza.